# Danny Wintjens
Danny Wintjens (ur. 30 września 1983 w Maastricht) – holenderski piłkarz grający na pozycji bramkarza. W Eredivisie rozegrał 25 spotkań.